# Анціранана

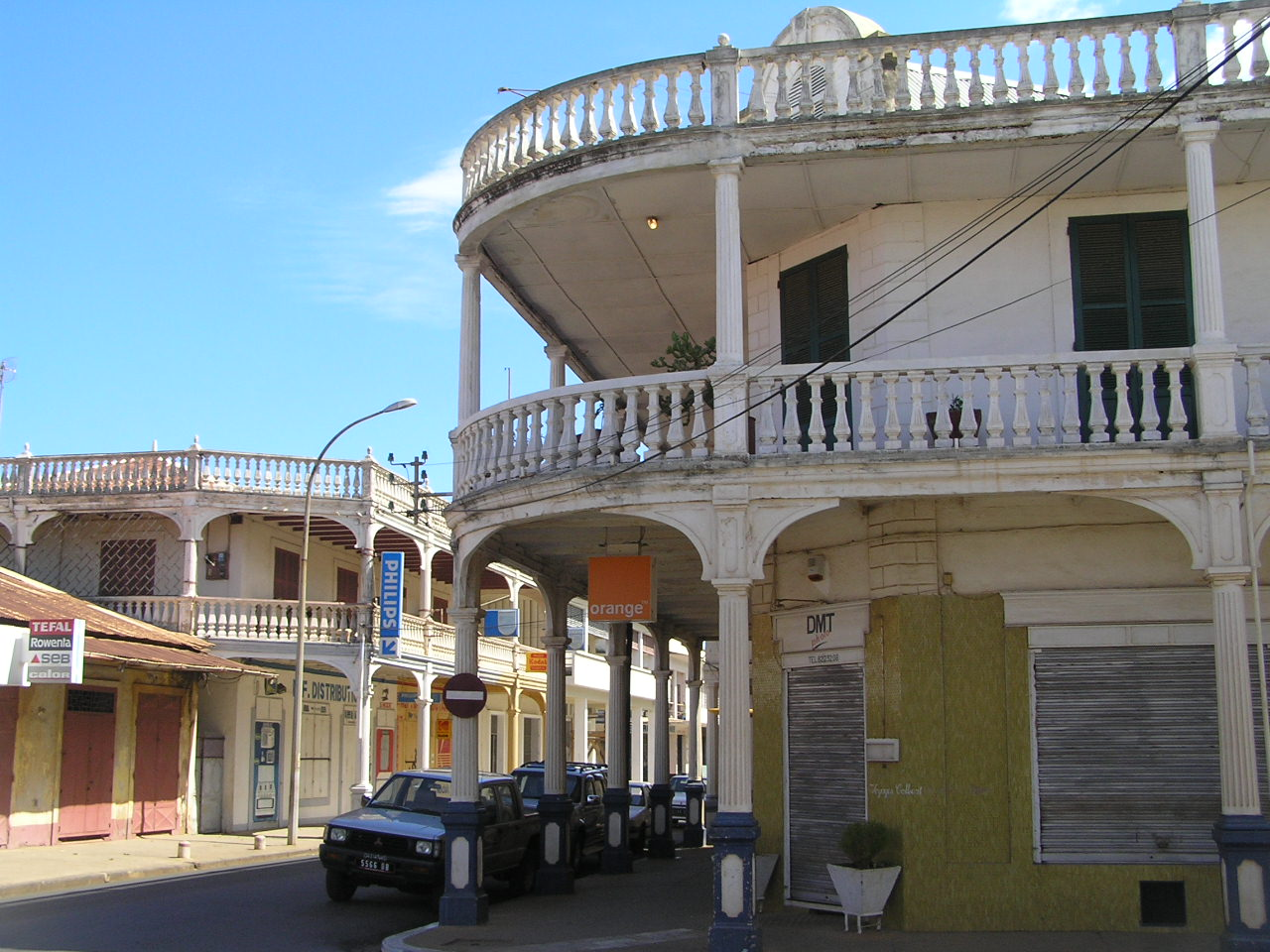
Архітектура Анціранани зазнала арабських та індійських впливів

Анціранана (до 1975 року Дієго-Суарес/Діогу-Суаріш) — місто на північному кінці Мадагаскару, столиця регіону Діана і провінції Анціранана.

## Клімат
Місто знаходиться у зоні, котра характеризується кліматом тропічних саван. Найтепліший місяць — грудень із середньою температурою 27.8 °C (82 °F). Найхолодніший місяць — липень, із середньою температурою 24.4 °С (76 °F).
| Клімат Анціранани       | Клімат Анціранани | Клімат Анціранани | Клімат Анціранани | Клімат Анціранани | Клімат Анціранани | Клімат Анціранани | Клімат Анціранани | Клімат Анціранани | Клімат Анціранани | Клімат Анціранани | Клімат Анціранани | Клімат Анціранани | Клімат Анціранани |
| Показник                | Січ.              | Лют.              | Бер.              | Квіт.             | Трав.             | Черв.             | Лип.              | Серп.             | Вер.              | Жовт.             | Лист.             | Груд.             | Рік               |
| Абсолютний максимум, °C | 36                | 33                | 37                | 37                | 36                | 32                | 32                | 35                | 32                | 37                | 37                | 38                | 38                |
| Середній максимум, °C   | 29                | 28                | 30                | 30                | 29                | 28                | 27                | 27                | 28                | 29                | 30                | 30                | 29                |
| Середня температура, °C | 27                | 26                | 27                | 27                | 26                | 25                | 24                | 24                | 25                | 26                | 27                | 27                | 26                |
| Середній мінімум, °C    | 24                | 23                | 23                | 23                | 23                | 21                | 21                | 21                | 21                | 22                | 23                | 24                | 22                |
| Абсолютний мінімум, °C  | 20                | 17                | 17                | 17                | 15                | 12                | 13                | 15                | 16                | 16                | 13                | 16                | 12                |
| Днів з опадами          | 13                | 12                | 11                | 8                 | 5                 | 5                 | 7                 | 8                 | 5                 | 7                 | 6                 | 11                | 98                |
| Днів з дощем            | 13                | 12                | 11                | 8                 | 5                 | 5                 | 7                 | 8                 | 5                 | 7                 | 6                 | 11                | 98                |
| ----------------------- | ----------------- | ----------------- | ----------------- | ----------------- | ----------------- | ----------------- | ----------------- | ----------------- | ----------------- | ----------------- | ----------------- | ----------------- | ----------------- |
| Джерело: Weatherbase    |                   |                   |                   |                   |                   |                   |                   |                   |                   |                   |                   |                   |                   |

## Історія

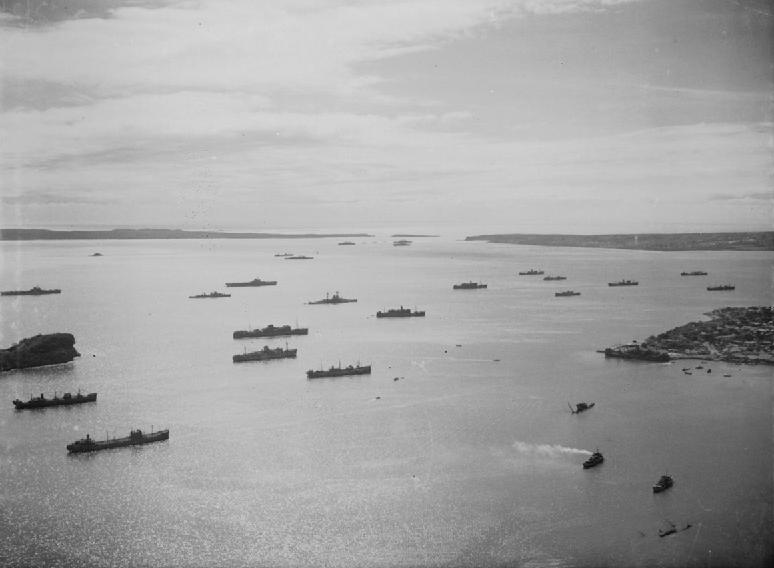
Військові і торгові британські кораблі у гавані Анціранани після падіння Режиму Віші 13 травня 1942 року

Місто було назване на честь Діогу Суаріша (порт. Diogo Soares, французьке прочитання — Дієго Суарес), португальського мореплавця, який відвідав бухту в 1543 році.
У 1880-х роках бухта приглянулася Франції, яка хотіла створити у ній вугільну базу для своїх пароплавів. Після першої Франко-малагасійскої війни королева Ранавалуна III підписала мирний договір від 17 грудня 1885 року, віддаючи Франції протекторат над бухтою і навколишньою територією, а також над островами Носсі-Бе і Нусі-Бураха, раніше Сент-Марі — острів Святої Марії (малаг. Nosy Boraha, фр. Île Sainte-Marie).
Колоніальна адміністрація почала управляти Мадагаскаром з 1896 року.
Друга ескадра тихоокеанського флоту Російської імперії поповнила провізію в Дієго-Суаресі перед Цусімською битвою в 1905 році.
Дієго-Суарес був однією з точок вторгнення союзних сил, коли вони захопили Мадагаскар в 1942 році. Існувала небезпека, що Японія буде тиснути на Режим Віші для використання Мадагаскару таким же чином як Французьким Індокитаєм протягом попередніх років. Тому почалася операція по захопленню Мадагаскару. Дієго-Суарес був обраний початковою точкою для вторгнення через свою чудову гавань і розташування тут штаб-квартир багатьох важливих офіційних осіб. Він став також місцем атаки японських карликових підводних човнів на британський флот.
Франція продовжила використовувати місто як військову базу після проголошення незалежності Малагасі в 1960 році до соціалістичної революції в 1973 році.

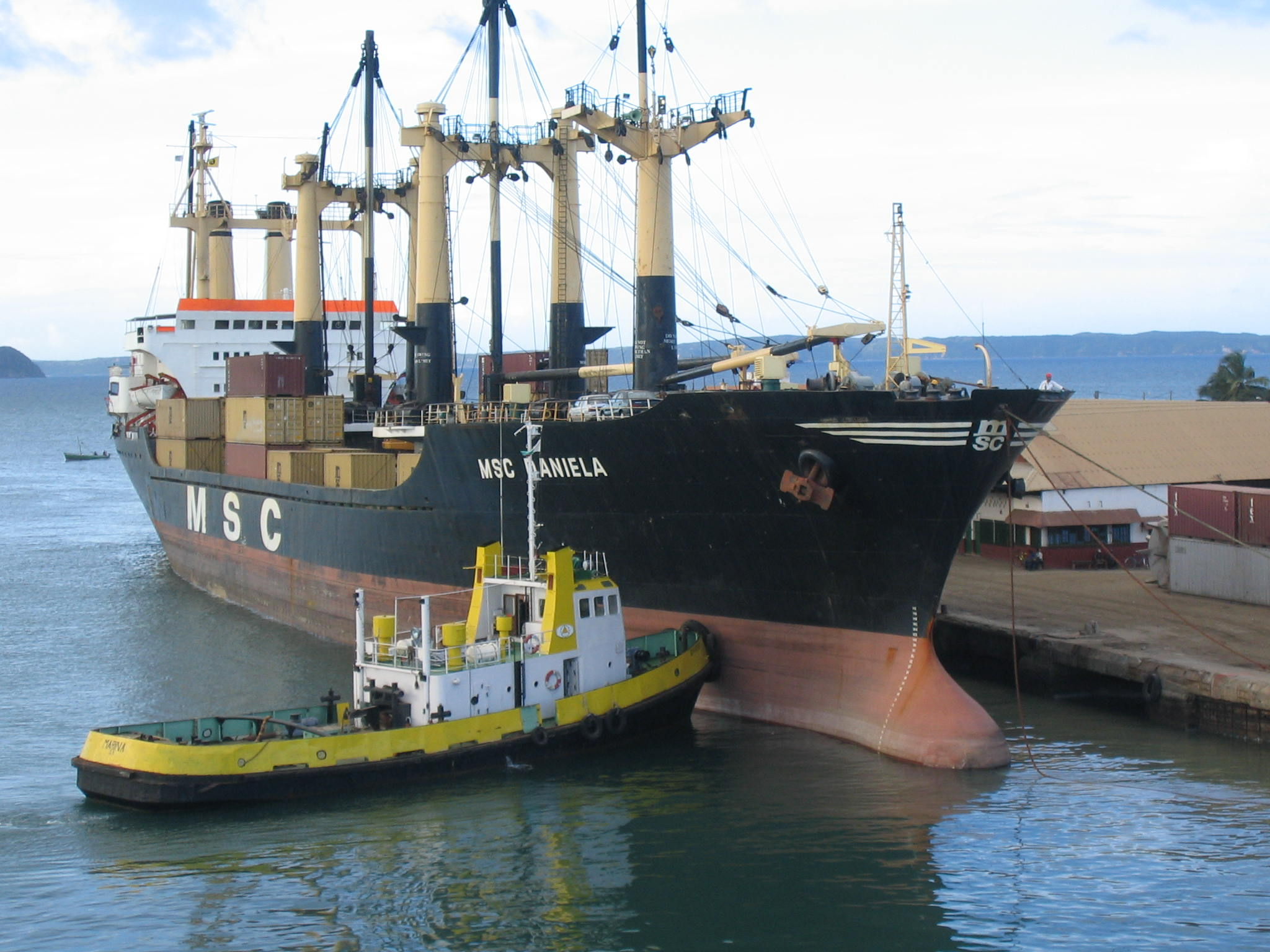
Контейнеровоз у гавані Анціранани

## Транспорт
Анціранана є природною бухтою, але віддалене розташування і до останнього часу погані дороги на південь зробили його недостатньо значущим для вантажних перевезень.